# Liste der Kreisstraßen im Landkreis Schaumburg

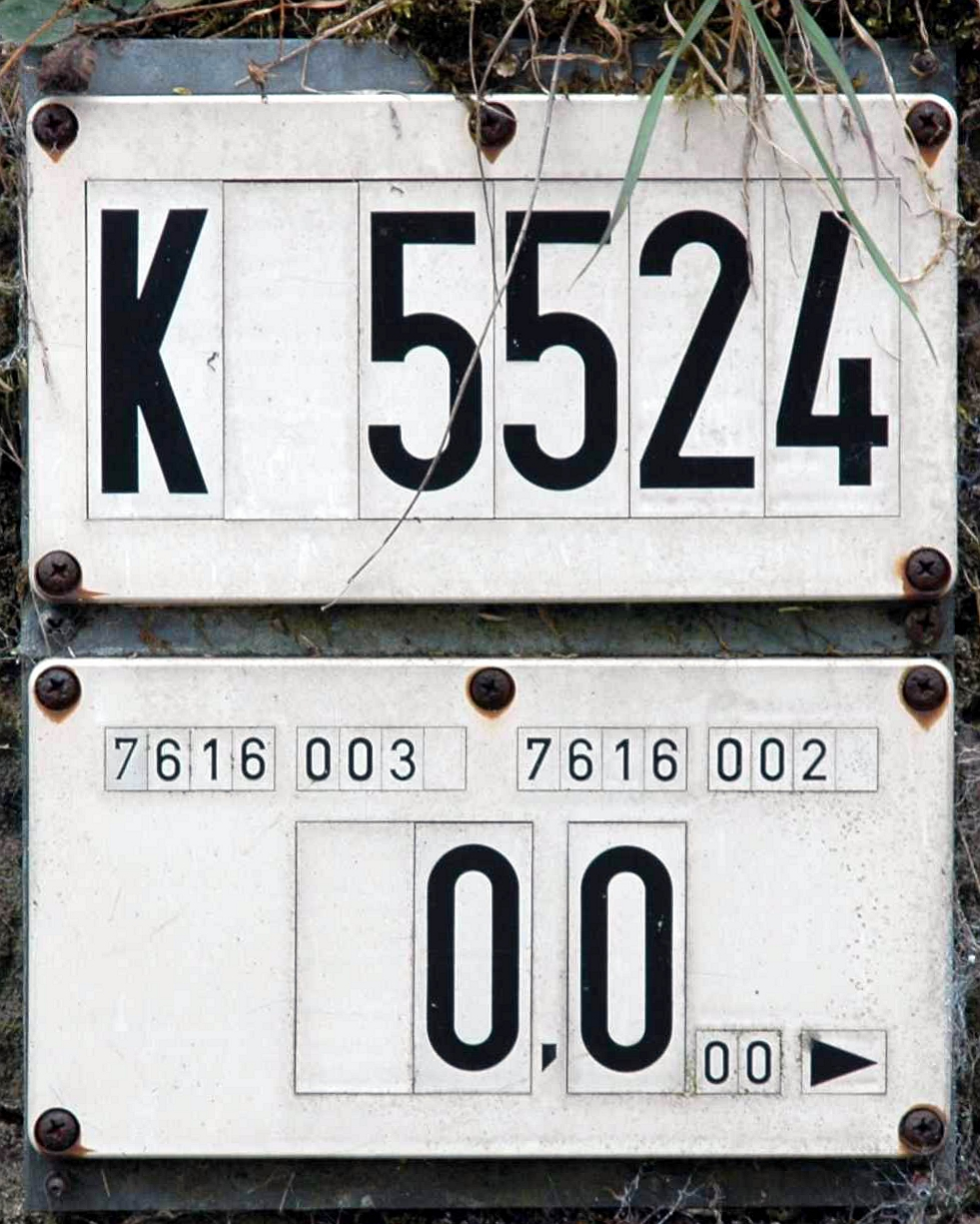
Stationszeichen

Die Liste der Kreisstraßen im Landkreis Schaumburg führt alle Kreisstraßen im niedersächsischen Landkreis Schaumburg auf.

## Abkürzungen
- K: Kreisstraße
- L: Landesstraße

## Liste
Nicht vorhandene bzw. nicht nachgewiesene Kreisstraßen werden in Kursivdruck gekennzeichnet, ebenso Straßen und Straßenabschnitte, die unabhängig vom Grund (Herabstufung zu einer Gemeindestraße oder Höherstufung) keine Kreisstraßen mehr sind.
Der Straßenverlauf wird in der Regel von Nord nach Süd und von West nach Ost angegeben.
| Nr.  | Verlauf |
| ---- | --- |
| K 1  | K 3 – K 4 – Nordholz – Evesen – Petzen – K 2 – K 82 in Röcke                                                                    |
| K 2  | K 1 in Petzen – K 82 in Bückeburg                                                                                               |
| K 3  | (K 6 im Kreis Minden-Lübbecke, Nordrhein-Westfalen) – Landesgrenze – Cammer – K 5 – K 1 – K 4 – Meinsen – K 14 – L 450          |
| K 4  | K 1 – K 3 in Meinsen |
| K 5  | (K 6 im Kreis Minden-Lübbecke, Nordrhein-Westfalen) – Landesgrenze – K 3 in Cammer                                              |
| K 6  | L 442 in Obernkirchen – K 14 – K 13 – K 11 in Obernkirchen                                                                      |
| K 7  | – Landesgrenze – (Nordrhein-Westfalen)                                                                                          |
| K 8  | – Landesgrenze – (K 22 im Kreis Minden-Lübbecke, Nordrhein-Westfalen)                                                           |
| K 9  | Heeßen – L 442 in Buchholz |
| K 10 | in Müsingen – Bückeburg – Bergdorf – Ahnsen – L 451 – K 11 – Krainhagen – L 442                                                 |
| K 11 | L 442 in Obernkirchen – K 6 – Röhrkasten – K 73 – K 10 – L 451 in Bad Eilsen                                                    |
| K 12 | L 446 in Deinsen – Seggebruch – Echtorf – K 14 – Achum – /L 450 in Bückeburg                                                    |
| K 13 | in Vehlen – K 6 in Obernkirchen                                                                                                 |
| K 14 | K 3 in Meinsen – Warber – L 450 – Echtorf – K 12 – Tallensen – Gelldorf – K 18 – – K 6 in Obernkirchen                          |
| K 15 | L 446 in Rusbend – L 450 in Warber                                                                                              |
| K 16 | L 446 in Levesen – Hespe Süd – Helpsen – K 19 – Seggebruch Nord – K 12 in Seggebruch                                            |
| K 17 | K 19 in Kirchhorsten – K 18 in Südhorsten                                                                                       |
| K 18 | L 446 in Enzen – Helpsen – Kirchhorsten – K 19 – Südhorsten – K 14 in Gelldorf                                                  |
| K 19 | L 446 in Stemmen – Hespe Süd – Seggebruch Nord – Helpsen – K 16 – K 17 – Kirchhorsten – K 18 – in Sülbeck                       |
| K 20 | L 446 in Stemmen – Hespe – Volksdorf – Meerbeck – K 21 – L 372                                                                  |
| K 21 | L 372 in Niedernwöhren – K 28 – Meerbeck – K 20 – L 446 in Hobbensen                                                            |
| K 22 | L 446 in Enzen – Meinefeld – in Nienstädt                                                                                       |
| K 23 | in Nienstädt – L 447 |
| K 24 | in Stadthagen – L 447 in Wendthagen-Ehlen                                                                                       |
| K 25 | L 444 in Stadthagen – Krebshagen – Wendthagen-Ehlen – L 447 in Hörkamp-Langenbruch                                              |
| K 26 | L 444 in Habichhorst – L 447 in Obernwöhren                                                                                     |
| K 27 | L 371 – Pollhagen – K 33 – Lauenhagen – K 32 – K 28 – Stadthagen                                                                |
| K 28 | K 21 in Niedernwöhren – L 372 – Nordsehl – L 371 – Lauenhagen – K 27 – L 445 in Lüdersfeld                                      |
| K 29 | L 449 in Lüdersfeld – Vornhagen – – L 444 in Blyinghausen                                                                       |
| K 30 | L 445 – Lindhorst – L 449 – K 31 – Kobbensen – – Heuerßen – L 444 in Reinsen-Remeringhausen                                     |
| K 31 | K 30 in Lindhorst – Beckedorf – L 370 – K 48 in Riepen                                                                          |
| K 32 | K 33 in Hülshagen – K 27 in Lauenhagen                                                                                          |
| K 33 | K 27 in Pollhagen – K 45 – Nienbrügge – Hülshagen – K 32 – Niedernholz – K 35 – Lüdersfeld – K 34 – L 445                       |
| K 34 | K 33 in Lüdersfeld – L 445 in Lüdersfeld                                                                                        |
| K 35 | L 370 in Sachsenhagen – K 33 in Niedernholz                                                                                     |
| K 36 | L 370 in Wölpinghausen – Wiedenbrügge – K 37 – K 38 – L 453                                                                     |
| K 37 | – Wiedenbrügge – K 36 – L 370 in Bergkirchen                                                                                    |
| K 38 | – K 36 in Wiedenbrügge |
| K 39 | K 40 – Kreisgrenze – (K 340 in der Region Hannover)                                                                             |
| K 40 | L 440 in Auhagen – Düdinghausen – L 445 – K 39 – Kreisgrenze – (K 329 in der Region Hannover)                                   |
| K 45 | K 33 – L 370 in Sachsenhagen |
| K 46 | L 449 in Nordbruch – K 50 in Rehren bei Hohnhorst                                                                               |
| K 47 | L 449 in Rehren bei Hohnhorst – K 50 – Ohndorf – K 48 – Horsten – K 49 – in Bad Nenndorf                                        |
| K 48 | – Hohnhorst – K 50 – Ohndorf – K 47 – Riepen – K 31 – K 49 –                                                                    |
| K 49 | K 48 – K 47 in Horsten |
| K 50 | K 47 in Rehren bei Hohnhorst – K 46 – K 48                                                                                      |
| K 52 | in Kreuzriehe – Riehe – Waltringhausen – in Bad Nenndorf                                                                        |
| K 53 | – Algesdorf – Rodenberg – |
| K 54 | Kleinhegesdorf – Soldorf – L 444 – K 55 – L 444 in Apelern                                                                      |
| K 55 | L 454 in Reinsdorf – Lyhren – K 54                                                                                              |
| K 56 | L 454 – Reinsdorf Süd |
| K 57 | L 439 in Pohle – Meinsen – Hülsede – K 60 – Schmarrie – Kreisgrenze – (K 72 im Landkreis Hameln-Pyrmont)                        |
| K 58 | – Lauenau |
| K 59 | in Lauenau – Messenkamp – K 60 (– Abzweig zur K 61) – Altenhagen II                                                             |
| K 60 | K 57 in Hülsede – K 59 in Messenkamp                                                                                            |
| K 61 | – Messenkamp – K 59 – Kreisgrenze – (K 76 im Landkreis Hameln-Pyrmont)                                                          |
| K 62 | L 443 – Wiersen – K 64 – Antendorf – L 439 – Raden                                                                              |
| K 63 | L 443 in Schoholtensen – Klein Holtensen – K 64 – Hattendorf – L 439 – Kreisgrenze – (K 85 im Landkreis Hameln-Pyrmont)         |
| K 64 | K 63 in Klein Holtensen – K 62 in Wiersen                                                                                       |
| K 65 | L 442 – K 76 – Rolfshagen – K 75 – K 69 – Kathrinhagen – K 68 – K 67 – Westerwald – L 443                                       |
| K 66 | L 443 – Escher – L 439 |
| K 67 | K 65 – L 443 in Rehren bei Hattendorf                                                                                           |
| K 68 | K 65 in Kathrinhagen – Poggenhagen – K 70 – Borstel – K 69 – L 443                                                              |
| K 69 | K 65 – K 68 in Borstel |
| K 70 | K 68 in Poggenhagen – L 443 in Poggenhagen                                                                                      |
| K 71 | L 443 – K 72 – Deckbergen – – Kreisgrenze – (K 82 im Landkreis Hameln-Pyrmont)                                                  |
| K 72 | K 71 – L 434 |
| K 74 | L 442 in Rolfshagen – K 75 – L 443 – Westendorf – Ahe – Kohlenstädt – Kreisgrenze – (K 81 im Landkreis Hameln-Pyrmont)          |
| K 75 | K 74 in Rolfshagen – K 65 in Rolfshagen                                                                                         |
| K 76 | K 65 in Rolfshagen – Bückeberg                                                                                                  |
| K 77 | L 433 in Exten – Uchtdorf – K 79 – Wennenkamp – L 434 in Friedrichswald                                                         |
| K 78 | L 435 – K 79 – Uchtdorf – Volksen – Friedrichshöhe – Landesgrenze – (K 51 im Kreis Lippe, Nordrhein-Westfalen)                  |
| K 79 | K 77 in Uchtdorf – K 78 in Uchtdorf                                                                                             |
| K 80 | in Möllenbeck – Möllenbeck Süd – Wolfskämpe – Landesgrenze (Nordrhein-Westfalen) – L 435 in Krankenhagen                        |
| K 81 | (K 55 im Kreis Lippe, Nordrhein-Westfalen) – Landesgrenze – Goldbeck – L 434 – Kreisgrenze – (K 61 im Landkreis Hameln-Pyrmont) |
| K 82 | (Nordrhein-Westfalen) – Landesgrenze – Röcke – K 1 – – K 2 in Bückeburg                                                         |